# D.H. Peligro
D.H. Peligro, pseudonimo di Darren Henley (Saint Louis, 9 luglio 1959 – Los Angeles, 28 ottobre 2022), è stato un batterista statunitense, componente del gruppo hardcore punk di San Francisco Dead Kennedys dal febbraio 1981 fino allo scioglimento nel dicembre 1986.

## Biografia
Peligro suonò negli album Plastic Surgery Disasters, Frankenchrist e Bedtime for Democracy, così come nell'EP In God We Trust, Inc. e nella raccolta di singoli e rarità della band Give Me Convenience or Give Me Death. Ha suonato anche con Red Hot Chili Peppers, Nailbomb, Feederz, Lock-Up, The Two Free Stooges e SSI. Nel 2001, Peligro si unì ai riformati Dead Kennedys senza l'ex frontman e compositore principale Jello Biafra, dopo una battaglia legale sui diritti d'autore contro lo stesso Biafra. All'inizio del 2008 Peligro ha annunciato una pausa dai Dead Kennedys per riposarsi dai tour.
D.H. Peligro fu il frontman di una band da lui fondata, i Peligro, con cui realizzò tre album, Peligro su Alternative Tentacles, Sum of Our Surroundings e Purple Haze.
Il 28 ottobre 2022 muore nella sua casa di Los Angeles per un trauma cranico causato da una caduta accidentale.

## Discografia

### Con i Dead Kennedys
- 1981 – In God We Trust, Inc. (EP)
- 1982 – Plastic Surgery Disasters
- 1985 – Frankenchrist
- 1986 – Bedtime for Democracy
- 1987 – Give Me Convenience or Give Me Death (raccolta)
- 1990 – Forward To Death
- 2007 – Milking the Sacred Cow (raccolta)
- 2012 – Democrazy, We Deliver! 10"
- 2019 – DK 40
- 1983 – A Skateboard Party (album dal vivo)
- 2001 – Mutiny on the Bay (album dal vivo)
- 2004 – Live at the Deaf Club (album dal vivo)

### Con i Peligro
- 1995 – Peligro (voce e chitarra, basso nei brani "Spazztic Nerve" e "Cornfed Knuckle Head")
- 2000 – Welcome To America (voce e chitarra)
- 2004 – Sum Of Our Surroundings (voce e chitarra)

### Altri
- 1986 – Jungle Studs - Jungle Studs (voce e chitarra)
- 1999 – Feederz - Ever Felt Like Killing Your Boss? (batteria)
- 2017 – Feederz - WWhD? What Would hitler Do? (batteria)
- 2021 – Reverend Jones - In The House (voce)

### Collaborazioni
- 1982 – Artisti Vari - Not So Quiet On The Western Front (batteria nei brani "A Child And His Lawn Mower" con il nome Peligro)
- 1984 – Artisti Vari - Let Them Eat Jellybeans! (batteria nel brano "Nazi Punks - Fuck Off")
- 1984 – Part Time Christians - Rock And Roll Is Disco (batteria nel brano "Bowling Pin Massacre" con il nome Darren Peligro)
- 1984 – Sluglords - Trails Of Slime (12") (voce nel brano "Live To Live / Die To Die")
- 1985 – Klaus Flouride - Cha Cha Cha With Mr. Flouride (batteria nel brano "My Linda")
- 1990 – Various - Taste Test #1 (batteria nel brano "City Of Junk")
- 1994 – Red Hot Chili Peppers - Out in L.A. (batteria nel brano "Blues for Meister")
- 1995 – Nailbomb - Proud To Commit Commercial Suicide (cori e batteria nei brani "Police Truck", "Exploitation" e "World Of Shit")
- 2010 – Danny & The Parkins Sisters - Danny & The Parkins Sisters (batteria nel brano "We Are Indians")
- 2010 – Sluglords - Sluglords Forever! (batteria nei brani "Yakety Trumpet" e "Free Food")
- 2017 – Artisti Vari - Punk Rock Halloween: Loud, Fast & Scary (voce e batteria nel brano "Halloween")
- 2020 – Moby - All Visible Objects (voce nel brano "Power Is Taken" con il nome DH Peligro)

## Videografia
- 1985 – Dead Kennedys - DMPO's On Broadway
- 1992 – Dead Kennedys - Live At The On Broadway, San Francisco
- 2003 – Dead Kennedys - In God We Trust, Inc. - The Lost Tapes
- 2005 – Nailbomb - Live At Dynamo (cori e batteria nei brani "Police Truck", "Exploitation" e "World Of Shit")